# Jacques Dynam
Pour les articles homonymes, voir Dynam et Barbé.
Jacques André François Joseph Barbé, dit Jacques Dynam, est un acteur français, né le 30 décembre 1923 à Montrouge et mort le 11 novembre 2004 à Paris 14e.

## Biographie

### Famille et formation
Jacques Barbé est le fils de Dynam Barbé (1878-1957) – dont il utilisera le prénom en guise de nom pour sa carrière d'acteur – qui fit partie de l’aventure du théâtre du Vieux-Colombier avec Louis Jouvet, Jacques Copeau et Jean Schlumberger sous le pseudonyme de Bardy. Mobilisé en 1914, son père abandonne le théâtre pour se consacrer à la banque et finit sa carrière comme fondé de pouvoir de la banque Vernes.
Jacques Barbé  fait sa scolarité à Paris dans le 5e arrondissement, et la poursuit au lycée Henri-IV. Passionné par les animaux, il suit assidûment les conférences du Muséum national d'histoire naturelle dont il sera adhérant toute sa vie.

### Débuts de comédien
Il fait ses premières apparitions au théâtre dès la fin des années 1930, puis intègre la troupe théâtrale de Jean Dasté, gendre de Jacques Copeau, avant d'entamer, à partir de 1942, une longue carrière au cinéma, toujours dans des seconds rôles, puis à la télévision.
Ses amis durant l’occupation sont Simone Signoret, Daniel Gélin, Daniele Delorme, Marcel Achard, Gérard Philipe.[réf. nécessaire] Il rejoint en 1944 l’armée de de Lattre de Tassigny comme simple soldat, entre en Allemagne, est blessé puis rapatrié[réf. nécessaire] ce qui lui permet en 1945 d’être choisi par Yves Allégret pour son premier rôle d'importance dans Les Démons de l'aube. Entre 1946 et 1952, il joue à Rouen au Nouveau-Théâtre (aujourd'hui détruit) dans les revues de Lestély et Strélesky.
En 1957, il se marie avec une des filles d’Alexis Gruss senior, Jeanine Gruss, écuyère au cirque paternel. Ils se marient à Édimbourg le 16 août 1957. Ils ont deux filles au début des années 1960, Sophie et Caroline. En 1968, tout en continuant son métier d’acteur et sans jamais arrêter de jouer au théâtre, il s’associe avec son ami Jean Richard et montent la société Chapiteaux spectacles Jean-Richard. Deux grands cirques circuleront en France : le cirque Jean Richard et en 1971 Jean Richard rachète le cirque Pinder qui prend le nom de Pinder-Jean-Richard.

### Carrière
En décembre 1973, Jacques Dynam abandonne le monde du cirque – mais en reste près avec sa belle-famille, la famille Gruss – et se consacre jusqu’à la fin de sa vie à son métier d’acteur. Jacques Dynam joue des rôles les plus divers, allant du comique au drame, et avec les plus grands de l'époque, Pierre Fresnay, Pierre Blanchar, Maurice Chevalier, Fernandel, Michel Simon, Louis de Funès… Il tourne avec le réalisateur André Hunebelle pas moins de douze films.
Il interprète entre autres l’inspecteur Bertrand, souffre-douleur de Louis de Funès, alias le commissaire Juve, dans les trois Fantomas en 1964, 1965 et 1966. Jacques Dynam avait également joué dix-sept ans plus tôt, un rôle sans rapport dans un film aujourd'hui quasiment oublié, Fantômas, également inspiré du personnage de Marcel Allain et réalisé par Jean Sacha.
Le comédien fait l'une de ses ultimes apparitions dans Fanfan la Tulipe avec Vincent Perez et Penélope Cruz.
Il totalise au moins 132 rôles pour le cinéma (dont dix-neuf avec Louis de Funès) et la télévision, sans compter ses interprétations au théâtre, une cinquantaine environ, et ses travaux de doublage, par exemple, comme voix française de John Belushi, Victor French dans la série La Petite Maison dans la prairie, Burgess Meredith alias Mickey dans Rocky 2 et 3, ni ses nombreux passages à la radio.
Il double la voix du caporal Reyes (interprété par Don Diamond), dans 20 épisodes de Zorro, la production de Disney, ainsi que Jerry Lewis dans la plupart de ses films tournés dans les années 1950 et 60. Il a également été la voix de Maxime Loiseau dans Les Aventures de Tintin, d'après Hergé, du chien Napoléon dans Les Aristochats et de Gene Hackman à deux occasions, dans les films Les Naufragés de l'espace et Conversation secrète.
Sa carrière au théâtre fut aussi importante qu'au cinéma ; il joua aussi bien Marcel Achard, Marcel Aymé que Félicien Marceau ou Marcel Mithois.
Jacques Dynam s’éteint le 11 novembre 2004 à l’hôpital Saint-Joseph, à Paris 14e, des suites d’un SRAS contracté au mois d’octobre 2004. Son allergie à la pénicilline rend les soins compliqués, et après trois semaines en coma artificiel, il s’éteint le 11 novembre au matin à l’hôpital Saint-Joseph à l'âge de 80 ans. Il est incinéré au Père-Lachaise, et ses cendres remises à sa famille sont dispersées dans la mer Méditerranée.

## Filmographie

### Cinéma
- 1938 : Avec la symphonie au cœur de Jacques Roland - Figuration
- 1941 : La Symphonie fantastique de Christian-Jaque - Figuration
- 1942 : L'Ange de la nuit d'André Berthomieu - Raoul, un élève de droit
- 1944 : Les Petites du quai aux fleurs de Marc Allégret - Paulo
- 1945 : Seul dans la nuit - L'assassin chantait - de Christian Stengel - Le chasseur
- 1945 : La Boîte aux rêves d'Yves Allégret et Jean Choux - Ceux que femme veut
- 1946 : Lunegarde de Marc Allégret
- 1946 : Les Démons de l'aube - Ames qui vivent - d'Yves Allégret - Gauthier
- 1946 : Le Couple idéal  - Voyage aux pays des loufoques, Diavolo contre Justex - de Bernard Roland
- 1947 : Fantômas de Jean Sacha - Un préparateur
- 1947 : Le Diamant de cent sous de Jacques Daniel-Norman  - Georges
- 1947 : Troisième Cheminée à droite de Jean Mineur
- 1947 : Le Flirt - court métrage - de Claude Barma
- 1948 : Figure de proue de Christian Stengel - Lomond
- 1949 : Docteur Laennec – Sous le nom de « Dynan » de Maurice Cloche - Mériadec
- 1949 : Barry - Sous le nom de « Dynam » de Richard Pottier - Claudius, un moine
- 1949 : Manon - Non crédité au générique - d'Henri-Georges Clouzot - Un marin
- 1949 : Toute la famille était là - « Le porc-épic », « Le séducteur ingénu » - de Jean de Marguenat - Gaston
- 1949 : Millionnaires d'un jour d'André Hunebelle - Michel
- 1949 : La Valse de Paris de Marcel Achard - Le calife de Ramsoun
- 1949 : Le Jugement de Dieu – Non crédité au générique - de Raymond Bernard - Un soldat
- 1949 : Le Furet - de Raymond Leboursier
- 1949 : Menace de mort ou Aventure à Pigalle de Raymond Leboursier - Pierre
- 1949 : Vient de paraître de Jacques Houssin - Un journaliste
- 1949 : La Machine du docteur Marieron - court métrage - de Claude Barma - Le docteur Marieron
- 1950 : Amour et compagnie de Gilles Grangier - Un marin
- 1950 : L'Invité du mardi ou Du thé pour M. Josse - de Jacques Deval - Jean Gompers
- 1950 : Ma pomme de Marc-Gilbert Sauvajon - Jacques Turpin
- 1950 : Les femmes sont folles de Gilles Grangier - Le cousin Fernand
- 1950 : Mon phoque et elles de Pierre Billon - Un livreur
- 1950 : La Passante de Henri Calef - Le poinçonneur
- 1950 : Sans laisser d'adresse de Jean-Paul Le Chanois - Un journaliste
- 1950 : La vie est un jeu de Raymond Leboursier
- 1950 : Les Mécanos de l'air - court métrage - de Marcel Martin - le chef mécanicien
- à définir : Conversion - court métrage - de ?
- 1951 : Descendez, on vous demande de Jean Laviron - Gilbert
- 1951 : La nuit est mon royaume de Georges Lacombe - Jean Gaillard
- 1951 : Ma femme est formidable d'André Hunebelle - Francis Germain
- 1951 : Ménage moderne - court métrage - de Jean Régnier
- 1951 : Journal masculin - court métrage - de Claude Barma
- 1952 : Massacre en dentelles d'André Hunebelle - Pablo, le bègue
- 1952 : Allô... je t'aime d'André Berthomieu - Gilbert Pujol
- 1952 : Les Amants maudits de Willy Rozier - Raoul
- 1952 : Duel à Dakar de Claude Orval et Georges Combret - Reinard
- 1952 : La Jeune Folle d'Yves Allégret - le consommateur
- 1953 : Les amours finissent à l'aube d'Henri Calef - l'inspecteur Senac
- 1953 : Mon mari est merveilleux d'André Hunebelle - l'efféminé
- 1953 : Le Collège en folie d'Henri Lepage
- 1953 : Le Secret d'Hélène Marimon d'Henri Calef - Galdou
- 1953 : Bonjour monsieur Amalet - court métrage - de Gilbert Caucanas
- 1954 : Mam'zelle Nitouche d'Yves Allégret - un réserviste
- 1954 : Cadet Rousselle d'André Hunebelle - l'aubergiste des "3 Grâces"
- 1954 : Votre dévoué Blake de Jean Laviron - Donald
- 1954 : Quai des blondes de Paul Cadéac - Dominique
- 1954 : Pas de souris dans le bizness d'Henry Lepage
- 1955 : Port du désir (ou Sauveur d'épaves) d'Edmond T. Gréville - Le Meur, le second du capitaine
- 1955 : L'Impossible Monsieur Pipelet d'André Hunebelle - Mr Durand, le futur père
- 1955 : Pas de pitié pour les caves d'Henry Lepage - Jo
- 1955 : La Madelon de Jean Boyer - Le chasseur de chez Maxim's
- 1955 : On déménage le colonel de Maurice Labro - Clotaire
- 1956 : La Mégère apprivoisée (La Fierecilla domada) d'Antonio Roman
- 1956 : À la manière de Sherlock Holmes ou le Gang du perroquet blanc, Un policier pas comme les autres  d'Henry Lepage
- 1956 : Crime et Châtiment de Georges Lampin - Un client de l'usurière
- 1956 : Le Ciel par-dessus le toit - court métrage - de Jean-Pierre Decourt
- 1956 : Axelle et son clochard - court métrage - de Pierre Foucaud
- 1957 : Que les hommes sont bêtes de Roger Richebé - un agent à vélo
- 1957 : L'Auberge en folie ou l'Auberge fleurie de Pierre Chevalier et Pierre Boutron - Gustave
- 1957 : Vacances explosives de Christian Stengel - Le camionneur
- 1957 : La Polka des menottes de Raoul André : - Le camionneur
- 1957 : C'est une fille de Paname d'Henri Lepage - Octave
- 1957 : Marchands de filles de Maurice Cloche - Mr Jean
- 1957 : Ça aussi c'est Paris - moyen métrage - de Maurice Cloche
- 1958 : Le Souffle du désir d'Henri Lepage - Jacques
- 1958 : Les femmes sont marrantes ou "Ami-Ami" d'André Hunebelle - Max
- 1958 : Les Jeux dangereux de Pierre Chenal - Dédé
- 1958 : Taxi, Roulotte et Corrida d'André Hunebelle - Pedro, un gangster
- 1958 : Prisons de femmes de Maurice Cloche - le médecin
- 1959 : Le Gendarme de Champignol de Jean Bastia - Ratinet
- 1959 : Le plein...s'il vous plaît - court métrage - de Jean-Pierre Decourt - Le pompiste
- 1960 : Les Moutons de Panurge de Jean Girault - Le jovial
- 1961 : Seul... à corps perdu ou À corps perdu de Jean Maley
- 1961 : Le Comte de Monte-Cristo de Claude Autant-Lara
- 1963 : Maigret voit rouge de Gilles Grangier - L'inspecteur Lucas
- 1963 : Le Coup de bambou de Jean Boyer
- 1963 : Cherchez l'idole de Michel Boisrond - Le routier
- 1963 : Carambolages de Marcel Bluwal - Mr Macheron, spécialiste de la météo
- 1963 : Comment trouvez-vous ma sœur ? de Michel Boisrond
- 1963 : Une ravissante idiote d'Édouard Molinaro - Le policier près de la voiture

1963 : Un monde fou, fou, fou, fou (It's a Mad Mad Mad Mad World) de Stanley Kramer : Benjy Benjamin
- 1964 : Une souris chez les hommes ou Un drôle de caïd de Jacques Poitrenaud – le patron du café (non crédité)
- 1964 : La Chasse à l'homme d'Édouard Molinaro - un truand
- 1964 : Fantomas d'André Hunebelle - l'inspecteur Bertrand
- 1964 : La Guerre des capsules (court-métrage) de Pierre Simon
- 1965 : Un monsieur de compagnie de Philippe de Broca - Le père d'Isabelle
- 1965 : Compartiment tueurs de Costa-Gavras - Un inspecteur
- 1965 : Un milliard dans un billard de Nicolas Gessner - Le commissaire
- 1965 : Quand passent les faisans ou "Les escrocs" d'Édouard Molinaro - le chauffeur de Rimero
- 1965 : Fantomas se déchaîne ou Fantomas contre Interpol ou Fantomas revient d'André Hunebelle - L'inspecteur Bertrand
- 1966 : Le Grand Restaurant de Jacques Besnard - Un serveur
- 1967 : Fantomas contre Scotland Yard d'André Hunebelle - L'inspecteur Bertrand
- 1967 : L'Homme qui valait des milliards de Michel Boisrond - Loulou
- 1967 : Les Risques du métier, d'André Cayatte - M. Michaux
- 1967 : Les Grandes Vacances de Jean Girault - M. Croizac, le livreur de charbon
- 1968 : Un drôle de colonel de Jean Girault - Un policier
- 1968 : Faites donc plaisir aux amis ou Prête-moi ta femme de Francis Rigaud - Un client
- 1969 : Les Têtes brûlées (Cabezas quemadas) de Willy Rozier - Sosto
- 1970 : Le Soldat Laforêt de Guy Cavagnac - L'homme en exode
- 1971 : Le Petit Théâtre de Jean Renoir de Jean Renoir (téléfilm diffusé en salles) - Le second mari dans le sketch : La cireuse
- 1971 : Dany la ravageuse de Willy Rozier
- 1972 : La Grande Nouba de Christian Caza - Le chef de la sécurité
- 1973 : Les Grands Sentiments font les bons gueuletons de Michel Berny
- 1973 : Les Quatre Charlots mousquetaires d'André Hunebelle - l'aubergiste
- 1973 : Les Charlots en folie : À nous quatre Cardinal ! d'André Hunebelle - l' aubergiste
- 1973 : La Gueule de l'emploi ou "Sacré farceur" de Jacques Rouland - Le second déménageur
- 1974 : Seul le vent connaît la réponse (Die antwort kennt nur der wind) d'Alfred Vohrer - Doublage pour la version française
- 1975 : French Connection 2 (French Connection II) de John Frankenheimer - L'inspecteur Genevois
- 1976 : La Flûte à six schtroumpfs (Dessin animé) d'Eddie Lateste, Yvan Delporte et Peyo - Voix de Mortaille
- 1977 : La Vie parisienne de Christian-Jaque - Prosper
- 1977 : Ne pleure pas de Sylvain Joubert (téléfilm diffusé en salles) - Le commissaire Duplantin
- 1979 : L'Associé de René Gainville - Mathivet
- 1979 : Clair de femme de Costa-Gavras
- 1982 : Qu'est-ce qui fait craquer les filles... de Michel Vocoret
- 1982 : Le Braconnier de Dieu de Jean-Pierre Darras - Le brigadier
- 1982 : L'Été meurtrier de Jean Becker - Ferraldo
- 1985 : Tranches de vie de François Leterrier - Alex, le restaurateur
- 1988 : Bonjour l'angoisse de Pierre Tchernia - Le patron du café
- 1991 : Madame Bovary de Claude Chabrol - L'abbé Bournisien
- 1997 : La Traversée du phare (court métrage) de Thierry Redler
- 1998 : Chômeurs mais on s'soigne de Laurent Thomas (inédit)
- 1999 : Les Enfants du marais de Jean Becker - Ferrardin, l'ouvrier sur tour
- 2000 : Le Monde de Marty de Denis Bardiau - D'Ancourt
- 2003 : Fanfan la Tulipe de Gérard Krawczyk - M. Chaville
- 2005 : L'Antidote de Vincent de Brus - Le propriétaire de l'usine de jouets

### Télévision
- 1952 : Lorsque tout est fini de Vicky Ivernel
- 1953 : Amédée et les messieurs en rang de Jean-Paul Carrère
- 1954 : Les Invités du vieux manoir, série d'émissions
- 1955 : La Duchesse d'algues de Jean-Paul Carrère
- 1955 : Faits d'hivers, plaisirs du théâtre
- 1959 : Le Sérum de bonté, feuilleton en 13 épisodes de 26 minutes, de Jacques Daniel-Norman
- 1960 : La Lettre de René Lucot
- 1961 : Fumée de Claude Barma
- 1961 : Les 37 sous de monsieur Montaudoin de René Lucot
- 1961 : Le Théâtre de la jeunesse, épisode Don Quichotte, de Marcel Cravenne
- 1961 : Egmont de Jean-Paul Carrère
- 1961 : Les Cinq Dernières Minutes, épisode Sur la piste... de Claude Loursais Le régisseur
- 1962 : Quatre-vingt-treize Rochemont, téléfilm ou feuilleton télévisé d'Alain Boudet - L'aubergiste
- 1962 : Le Théâtre de la jeunesse, épisode Lazarillo - de Claude Loursais
- 1962 : Amnésie de Vicky Ivernel
- 1962 : Médard et Barnabé - feuilleton en 13 épisodes de 26 min- de Raymond Bailly
- 1962 : Le Théâtre de la jeunesse, épisode Gargantua -  de Pierre Badel
- 1962 : Noix de coco de Marcel Achard, réalisation Pierre Badel
- 1962 : L'inspecteur Leclerc enquête, série de Vicky Ivernel, épisode Black Out
- 1963 : Le Scieur de long, téléfilm ou feuilleton télévisé de Marcel Bluwal - le premier policier
- 1963 : Rocambole de Jean-Pierre Decourt, feuilleton télévisé, épisode L'Héritage mystérieux - Bastien
- 1963 : La Puissance et la gloire ou Quand on est deux de Claude Barma
- 1963 : La main leste de René Lucot
- 1964 : Belphégor ou le Fantôme du Louvre, feuilleton télévisé diffusé en 4 épisodes - de Claude Barma - M. Coudreau
- 1965 : Robinson Crusoé de Marcel Cravenne - Bush
- 1966 : La belle age de Jacques-Gérard Cornu
- 1966 : Graf Yoster pour la télévision allemande
- 1967 : Saturnin Belloir, feuilleton télévisé en 13 épisodes de 25 min - de Jacques-Gérard Cornu - Octave
- 1967 : Au théâtre ce soir : Au petit bonheur de Marc-Gilbert Sauvajon, mise en scène Alfred Pasquali, réalisation Pierre Sabbagh, Théâtre Marigny
- 1967 : Minouche - feuilleton en 13 épisodes de 26 min - de Maurice Fasquel et Rinaldo Bassi
- 1967 : L'Amateur ou S.O.S. Fernand de Jean-Pierre Decourt
- 1968 : La Grammaire de Marcel Cravenne  - M. Cabousset
- 1969 : Vive la vie - feuilleton en 30 épisodes de 13 min - Troisième série- de Jacques Drimal
- 1969 : La Vie des autres de Jacques Ertaud
- 1971 : François Gaillard ou la vie des autres, série télévisée (épisode Cécile et Nicolas) de Jacques Ertaud - Lucien Gaillon
- 1971 : Tang - feuilleton en 13 épisodes de 26 min - de André Michel : Professeur Beaurain (ép. 11, 12)
- 1972 : François Gaillard ou la vie des autres,  feuilleton télévisé de Jacques Ertaud - épisode Cécile et Nicolas
- 1972 : Les Chemins de pierre de Joseph Drimal, feuilleton télévisé en 26 épisodes de 13 min - - Robert Fontenay
- 1973 : L'Amour du métier, feuilleton télévisé en 4 épisodes de 55 min - de Yves Laumet - Sicard
- 1973 : La Ligne de démarcation de Jacques Ertaud - François dans le feuilleton Guillaume
- 1974 : Les Zingari de Raoul Guez
- 1974 : Taxi de nuit - de Jean Laviron - Un chauffeur de taxi
- 1974 : Au théâtre ce soir : Folle Amanda de Pierre Barillet et Jean-Pierre Grédy, mise en scène Jacques Charon, réalisation Georges Folgoas, Théâtre Marigny - Félix
- 1975 : Amigo de Philippe Joulia
- 1976 : Le Babour d'André Barsacq
- 1976 : Madame le juge d'Édouard Molinaro
- 1976 : Erreurs judiciaires, épisode La Cuillère à l'arsenic - de Jean Laviron - Le commissaire Chartier
- 1976 : Au théâtre ce soir : Xavier ou l'héritier des Lancestre de Jacques Deval, mise en scène Robert Manuel, réalisation Pierre Sabbagh, Théâtre Edouard VII
- 1977 : Au théâtre ce soir : Le Séquoïa de George Furth, mise en scène Jacques Mauclair, réalisation Pierre Sabbagh, Théâtre Marigny
- 1977 : Ne le dites pas avec des roses, feuilleton en 26 épisodes de 13 min de Gilles Grangier
- 1977 : Histoire de la grandeur et de la décadence de César Birotteau, feuilleton télévisé en 4 épisodes de 80 min de René Lucot - Monseigneur Roguin
- 1977 : Les Folies Offenbach - épisode La Valse oubliée de Michel Boisrond - Bertaux
- 1977 : Emmenez-moi au Ritz de Pierre Grimblat
- 1977 : Au théâtre ce soir : L'École des cocottes de Paul Armont et Marcel Gerbidon, mise en scène Jacques Ardouin, réalisation Pierre Sabbagh, Théâtre Marigny
- 1977 : La Banqueroute de Law de ?
- 1978 : Les Amours sous la Révolution : Les Amants de Thermidor de Jean-Paul Carrère
- 1978 : Un ours pas comme les autres, feuilleton télévisé en 6 épisodes de 52 min - de Nina Companeez - L'agent immobilier
- 1978 : Madame le juge, épisode Le Dossier Françoise Muller d’Édouard Molinaro
- 1978 : Sacré Farceur de Jacques Rouland
- 1978 : Histoires étranges, épisode Le Marchand de sable - de Pierre Badel
- 1978 : De mémoire d'homme de Jacques Ertaud
- 1979 : Le Jeune Homme vert, feuilleton télévisé en 6 épisodes de 52 min - de Roger Pigaut - Grosjean, le contremaître
- 1979 : Le Tour du monde en 80 jours, feuilleton télévisé d'André Flédérick
- 1979 : Julien Fontanes, magistrat, épisode Coup de taureau - de Guy Lefranc
- 1979 : Au théâtre ce soir : Miss Mabel de Robert Cedric Sherriff, mise en scène René Clermont, réalisation Pierre Sabbagh, Théâtre Marigny
- 1979 : Petite Madame - feuilleton en 10 épisodes de 13 min - de René Lucot
- 1980 : Petit déjeuner compris, feuilleton en 6 épisodes de 52 min - de Michel Berny
- 1980 : La Faute de Monsieur Bertillon d'Alain Dhénaut - Gustave Macé
- 1980 : Comme un roseau d'Alain Dhénaut
- 1980 : Un mort tout neuf d'Henri Spade
- 1980 : Les Amours de la Belle Époque d'Henri Spade
- 1980 : Le Grand Poucet de Claude-Henri Lambert - Hortolès
- 1980 : Pouvoir d'inertie : les comédiens s'amusent de Roger Pierre
- 1980 : Viens voir les comédiens de Roger Pierre
- 1981 : Ce monde est merveilleux de Guy Jorré - le commissaire
- 1981 : Histoires contemporaines, épisode Monsieur Bergeret à Paris - de Michel Boisrond - le menuisier Roupart
- 1981 : Une fine lame de François Dupont-Midy
- 1981 : Spécials dernière de Pierre Desfons
- 1981 : Julien Fontanes, magistrat, épisode La Dernière Haie - de François Dupont-Midi - Panavier
- 1982 : Marcheloup, feuilleton télévisé en 6 épisodes de 52 min - de Roger Pigaut - Demeillers
- 1982 : Sam et Sally de ?
- 1983 : La Route inconnue, diffusé en deux parties - de Jean Dewaiver
- 1984 : L'Étiquette d'André Flédérick
- 1984 : Croque-Monsieur de Yannick Andreï - M. Bécot
- 1985 : Les Enquêtes du commissaire Maigret, épisode Maigret au Picratt's de Philippe Laïk : Le premier brigadier
- 1985 : Le Petit Docteur, épisode Le Flair du petit docteur de Marc Simenon - le maire
- 1985 : Le Grand Môme, de Jacques Ertaud - Romuald
- 1985 : Messieurs les jurés, épisode L'Affaire Kerzaz - de Michèle Lucker
- 1985 : Des toques et des toiles - feuilleton en 6 épisodes de 52 min - de Roger Pigaut
- 1985 : Maguy - réalisations diverses pour les épisodes
- 1986 : Un métier de seigneur d'Édouard Molinaro
- 1986 : L'Heure Simenon, épisode Le Temps d'Anaïs - de Jacques Ertaud - l'inspecteur Duchesne
- 1987 : Maria Vandamme de Jacques Ertaud
- 1988 : Les Cinq Dernières Minutes, épisode Ah ! Mon beau château, de Roger Pigaut - Marceau
- 1990 : Ah la vache!, épisode Tribunal
- 1992 : Sylvie et compagnie de ?
- 1995 : Le Parasite de Patrick Dewolf - Nénesse
- 1997 : Le Pénitent d'Hugues de Laugardière
- 1998 : Crimes en série, épisode 1 Le Silence du Scarabée - Cerda
- 1998 : Crimes en série, épisode 2 Double Spirale" - Cerda
- 1998 : Crimes en série, épisode 3 Nature morte" - Cerda
- 1998 : Louis Page, épisode Passage sous silence - le père Blondeau
- 1999 : Histoire d'amour de Patrick Dewolf
- 1999 : La Traversée du phare de Thierry Redler - le capitaine du port
- 2002 : Jean Moulin, d'Yves Boisset (TV) : M. Jules

## Théâtre
- 1943 : L'Immortel Saint-Germainchance d'Albert Husson, mise en scène Charles Gantillon, Théâtre des Célestins
- 1943 : Colinette de Marcel Achard, mise en scène Charles Gantillon, Théâtre des Célestins
- 1946 : Winterset de Maxwell Anderson, mise en scène André Certes, Théâtre des Carrefours
- 1946 : Auprès de ma blonde de Marcel Achard, mise en scène Pierre Fresnay, Théâtre de la Michodière
- 1947 : Nous irons à Valparaiso de Marcel Achard, mise en scène Pierre Blanchar, Théâtre de l'Athénée
- 1948 : Nous irons à Valparaiso de Marcel Achard, mise en scène Pierre Blanchar, Théâtre des Ambassadeurs
- 1948 : Auprès de ma blonde de Marcel Achard, mise en scène Pierre Fresnay, Théâtre des Célestins
- 1950 : Harvey de Mary Chase, mise en scène Marcel Achard, Théâtre Antoine
- 1951 : Harvey de Mary Chase, mise en scène Marcel Achard, Théâtre des Célestins
- 1952 : Schnock opérette de Marc-Cab et Jean Rigaux, mise en scène Alfred Pasquali, Théâtre des Célestins
- 1952 : Tartempion de Marcel E. Grancher et Frédéric Dard, mise en scène Jean Le Poulain, théâtre des Noctambules
- 1954 : Les Quatre Vérités de Marcel Aymé, mise en scène André Barsacq, Théâtre de l'Atelier, Théâtre des Célestins
- 1956 : Irma la douce d'Alexandre Breffort et Marguerite Monnot, mise en scène René Dupuy, Théâtre Gramont
- 1959 : La Copie de Madame Aupic d'après Gian-Carlo Menotti, mise en scène Daniel Ceccaldi, Théâtre des Célestins
- 1959 : L'Œuf de Félicien Marceau, mise en scène André Barsacq, Théâtre des Célestins
- 1960 : L'Étouffe-Chrétien de Félicien Marceau, mise en scène André Barsacq, Théâtre de la Renaissance
- 1961 : La Polka des lampions, opérette, livret Marcel Achard, musique Gérard Calvi, mise en scène Maurice Lehmann, Théâtre du Chatelet
- 1964 : Croque-monsieur de Marcel Mithois, mise en scène Jean-Pierre Grenier, Théâtre Saint Georges
- 1966 : Croque-monsieur de Marcel Mithois, mise en scène Jean-Pierre Grenier, Théâtre des Ambassadeurs
- 1967 : Xavier de Jacques Deval, mise en scène Jacques-Henri Duval, Théâtre Edouard VII
- 1968 : La main passe de Georges Feydeau, mise en scène Jacques Rosny, Théâtre des Célestins
- 1969 : Le Babour de Félicien Marceau, mise en scène André Barsacq, Théâtre de l'Atelier
- 1971 : Folle Amanda de Pierre Barillet et Jean-Pierre Grédy, mise en scène Jacques Charon, Théâtre des Bouffes-Parisiens
- 1973 : La Royale Performance de Marcel Mithois, mise en scène Jean-Pierre Delage, Théâtre des Bouffes-Parisiens
- 1976 : Le Séquoïa de George Furth, mise en scène Jacques Mauclair, Théâtre de l'Athénée
- 1976 : L'École des cocottes de Paul Armont et Marcel Gerbidon, mise en scène Jacques Ardouin, Théâtre Hébertot
- 1978 : Les Rustres de Carlo Goldoni, mise en scène Claude Santelli, Théâtre de la Michodière
- 1979 : La Bonne Soupe de Félicien Marceau, mise en scène Jean Meyer, Théâtre des Célestins
- 1979 : Le Tour du monde en quatre-vingts jours de Pavel Kohout d'après Jules Verne, mise en scène Jacques Rosny, Théâtre des Célestins
- 1980 : La Bonne Soupe de Félicien Marceau, mise en scène Jean Meyer, Théâtre des Célestins, Théâtre Marigny
- 1981 : Domino de Marcel Achard, mise en scène Jean Piat, Théâtre Marigny
- 1982 : Les Rustres de Carlo Goldoni, mise en scène Claude Santelli, Eldorado
- 1983 : L'Étiquette de Françoise Dorin, mise en scène Pierre Dux, Théâtre des Variétés
- 1988 : Quelle famille ! de Francis Joffo, mise en scène de l'auteur, Théâtre Fontaine
- 1992 : Knock ou le triomphe de la médecine de Jules Romains, mise en scène Pierre Mondy, Théâtre de la Porte-Saint-Martin
- 1996 : Le Comédien de Sacha Guitry, mise en scène Annick Blancheteau, Théâtre des Nouveautés

## Doublage

### Cinéma
- Jerry Lewis dans :
  - La Polka des marins : Melvin Jones
  - Fais-moi peur : Myron Mertz
  - Amour, Délices et Golf : Harvey Miller Jr.
  - Un galop du diable : Virgil Yokum
  - C'est pas une vie, Jerry : Homer Flagg
  - Le Clown est roi : Jerry Hotchkiss
  - Un pitre au pensionnat : Wilbur Hoolick
  - Artistes et Modèles : Eugène Fullstack
  - Le Trouillard du Far West : Charles Kingsley
  - Un vrai cinglé de cinéma : Malcolm Smith
  - Le Délinquant involontaire : Sidney L. Pythias
  - Trois bébés sur les bras : Clayton Poole
  - Tiens bon la barre matelot : John Paul Steckler 1er, 4e et 7e du nom
  - Mince de planète : Kreton
  - Cendrillon aux grands pieds : Fada
  - Le Zinzin d'Hollywood : Morty S. Tashman
  - Le Tombeur de ces dames : Herbert H. Heebert / Mme Heebert
  - Le Dingue du palace de Jerry Lewis : Stanley le bellboy / Lui-même
  - L'Increvable Jerry : Lester March
  - Docteur Jerry et Mister Love : Professeur Julius Kelp / Buddy Love
  - Un chef de rayon explosif : Raymond Phiffier
  - Jerry chez les cinoques : Jerome Littlefield
  - Jerry souffre-douleur : Stanley Belt / les chanteurs du trio
  - Boeing Boeing : Robert Redd
  - Trois sur un sofa : Christopher Pride
  - Te casse pas la tête Jerry : George Lester
  - Jerry la grande gueule : Gerald Clamson / Syd Valentine
  - Cramponne-toi Jerry : Peter Ingersoll / Fred Dobbs
  - Ya, ya, mon général ! : Brendan Byers III / le maréchal Erik Kesselring

- Peter Boyle dans :
  - Joe, c'est aussi l'Amérique : Joe Curran
  - Le Pirate des Caraïbes : Lord Durant
  - Têtes vides cherchent coffres pleins : Joe McGinnis
  - Le Dernier Secret du Poseidon : Frank Mazzetti
  - Hammett : Jimmy Ryan
  - Hyper Noël : Père Temps

- Eli Wallach dans :
  - Les Sept Mercenaires : Calvera
  - Les Désaxés : Guido
  - La Baie aux émeraudes : Stratos
  - Le Chasseur : Ritchie Blumenthal
  - Hollywood Mistress : George Liberhof

- Jack Weston dans :
  - Il a suffi d'une nuit : Lasker, le détective privé
  - Piège à San Francisco : Randolph Riker
  - Folies d'avril : Potter Shrader
  - Les Aventuriers du bout du monde : Struts
  - Appelez-moi Johnny 5 : Oscar Baldwin

- Charles Durning dans :
  - Sœurs de sang : Joseph Larch
  - Terreur sur la ligne : L'inspecteur de police
  - Les Muppets, le film : Doc Hopper
  - Un privé en escarpins : Lieutenant Bobby Mallory
  - Un beau jour : Lew

- Kenneth McMillan dans :
  - L'Impossible Témoin : Sam Marzetta
  - Chicanos, chasseur de têtes : Malcolm Wallace
  - Ragtime : Willie Conklin
  - Partners : le commissaire Wilkins
  - Runaway Train : Eddie MacDonald

- Aldo Ray dans :
  - Les Nus et les Morts : le sergent Croft
  - Un truand : Eddie Hart
  - Les Bérets verts : le sergent Muldoon
  - L'Enlèvement : le Master Sergeant Prior

- Andy Devine dans :
  - Les Aventuriers du fleuve : M. Carmody
  - La Conquête de l'Ouest : caporal Peterson
  - Le Ranch de l'injustice : le juge Tatum

- Slim Pickens dans :
  - Frissons garantis : le cowboy Schaeffer
  - On m'appelle Dollars : Duane Hawkins
  - Hurlements : Shérif Sam Newfield

- Burgess Meredith dans :
  - Rocky 2 : Mickey Goldmill
  - Rocky 3 : Mickey Goldmill
  - La Quatrième Dimension : le narrateur

- Dub Taylor dans :
  - Tueur malgré lui : Dr Schultz[4]
  - Le Trésor de Matacumba : Le shérif Forbes
  - Cannonball 2 : le shérif

- John Mills dans :
  - Guerre et Paix : Platon Karataev
  - Le Bébé et le Cuirassé : « Puncher » Roberts

- Red Skelton dans :
  - Le Tour du monde en quatre-vingts jours : L'ivrogne
  - L'Inconnu de Las Vegas : Lui-même

- Ronald Fraser dans :
  - La Patrouille égarée : caporal « Mac » Macleish
  - Davey des grands chemins : MacNab

- Buddy Hackett dans :
  - Un monde fou, fou, fou, fou : Benjy Benjamin
  - Un amour de coccinelle : Seraphin Steinmetz

- Rod Steiger dans :
  - Dans la chaleur de la nuit : shérif Bill Gillespie
  - La Dernière Cavale : Tony Vago

- Gene Hackman dans :
  - Les Naufragés de l'espace : Buzz Lloyd
  - Conversation secrète : Harry Caul (1er doublage)

- Allen Garfield dans :
  - Votez Mc Kay : Howard Klein
  - Ambulances tous risques : Harry Fishbine

- Alan North dans :
  - Serpico : Brown
  - Highlander : Inspecteur Frank Moran

- Vic Tayback dans :
  - Alice n'est plus ici : Mel
  - Lepke, le caïd : « Lucky » Luciano

- Jack O'Halloran dans :
  - Adieu ma jolie : Moose Malloy
  - King Kong : Joe Perko

- Mickey Rooney dans :
  - L'Étalon noir : Henry Dailey
  - Le Trésor de la montagne sacrée : Daad El Shur

- John Belushi dans :
  - 1941 : capitaine « Buffalo » Bill Kelso
  - The Blues Brothers : « Joliet » Jake Blues

- Robert Prosky dans :
  - Le Solitaire : Leo
  - Broadcast News : Ernie Merriman

- Buffy Dee dans :
  - Quand faut y aller, faut y aller : K1
  - Les Superflics de Miami : Pancho

- Martin Balsam dans :
  - Le Justicier de New York : Bennett Cross
  - Delta Force : Ben Kaplan

- Joe Flood dans :
  - Dangereusement vôtre : le capitaine de la police U.S.
  - Dans la peau d'une blonde : Mac, le gardien de l'immeuble

Mais aussi :
- 1942[5] : Casablanca : Carl (S. Z. Sakall)
- 1951[6] : Le Sentier de l'enfer : soldat Fiore (Paul Fix)
- 1953 : Stalag 17 : Harry Shapiro (Harvey Lembeck)
- 1953 : L'Ennemi public nº 1 : Abe (Mario Cianfanelli)
- 1955 : Le Procès : Jim Brackett (Barry Kelley)
- 1955 : La Rivière de nos amours : Trader Joe (Frank Cady)
- 1956 : Planète interdite : le cuisinier (Earl Holliman)
- 1956 : Viva Las Vegas : Henry Slate (Lui-même)
- 1957 : Douze hommes en colère : le juré no 7 (Jack Warden)
- 1957 : Le Vengeur : le soldat Wilbur Clegg (Gordon Jones)
- 1957 : La Belle et le Corsaire : Nicola (Ignazio Leone)
- 1958 : Le Général casse-cou : le caporal Chan Derby (Red Buttons)
- 1959 : La Police fédérale enquête : Harry Dakins (Parley Baer)
- 1960 : Procès de singe : George Sillers (Gordon Polk)
- 1960 : Esther et le Roi : Hegai (Robert Buchanan)
- 1960 : L'Inconnu de Las Vegas : Red Skelton (Lui-même)
- 1961 : La Doublure du général : caporal Joe Praeger (Jesse White)
- 1961 : L'Espionne des Ardennes : Tex (Clem Harvey)
- 1961 : La Ruée des Vikings : Rustichello (Franco Giacobini)
- 1962 : Coups de feu dans la Sierra : Abner Samson (Byron Foulger)
- 1962 : Les Trois Stooges contre Hercule : le roi Thésée de Rhodes (Hal Smith)
- 1962 : Lutte sans merci : le détective Finney (Stanley Adams)
- 1962 : Qu'est-il arrivé à Baby Jane ? : Edwin Flagg (Victor Buono)
- 1962 : Citoyen de nulle part : James Hatten (Steve Brodie)
- 1963 : La Grande Évasion : Werner "le furet" (Robert Graf)
- 1963 : Patrouilleur 109 : Leon Drawdy (Clyde Howdy)
- 1963 : La Revanche du Sicilien : le barman (Ray Kellogg)
- 1963 : Oui ou non avant le mariage ? : Murphy (Paul Lynde)
- 1964 : Les Trois Soldats de l'aventure : Sergent Randy Smith (Joe Di Reda)
- 1964 : Goldfinger : Hawker (Gerry Duggan (en))
- 1964 : Zoulou : soldat Henry « Hookie » Hook (James Booth)
- 1964 : Embrasse-moi, idiot : Barney Milsap, le pompiste (Cliff Osmond)
- 1964 : Les Cheyennes : Lieutenant Peterson (Walter Reed)
- 1964 : Ne m'envoyez pas de fleurs : Charlie, le laitier (Dave Willock)
- 1964 : Deux copines, un séducteur : le vendeur (Al Lewis)
- 1965 : Première Victoire : enseigne Griggs (James Mitchum)
- 1965 : Les Compagnons de la gloire : soldat Lucas Crain (Adam Williams)
- 1965 : Les Inséparables : le docteur mexicain (Emilio Fernandez)
- 1965 : Chère Brigitte : Dr Volker (Jack Kruschen)
- 1966 : Le Retour des sept : le geôlier (Ricardo Palacios)
- 1966 : Le Forum en folie : Pseudolus (Zero Mostel)
- 1966 : Le Mystère des treize : le père Dominique (Donald Pleasence)
- 1967 : L'Or des pistoleros : shérif John H. Copperud (Carroll O'Connor)
- 1967 : Le Plus Heureux des milliardaires : Bill O'Brien (Lou Nova)
- 1967 : Le Crédo de la violence : Crabs (Edwin Cook)
- 1967 : Trois pistolets contre César : Bronson (Umberto D'Orsi)
- 1967 : La Vingt-cinquième Heure : Joseph Grenier (Albert Rémy)
- 1968 : Sel, Poivre et Dynamite : sergent Walters (Graham Stark)
- 1968 : La Femme en ciment : Arnie Sherwin (Richard Deacon)
- 1968 : Skidoo : Tony Banks (Jackie Gleason)
- 1969 : Il pleut dans mon village : Joshka (Mija Aleksic)
- 1969 : La Bataille d'El Alamein : le caporal italien (Sal Borgese)
- 1969 : Ciel de plomb : Harry (Mario Adorf)
- 1970 : Le Clan des McMasters : Watson (R.G. Armstrong)
- 1970 : Le Soleil blanc du désert : Pavel Verehchagin (Pavel Louspekaïev)
- 1971 : L'Apprentie sorcière : l'ours (Dal McKennon) (1er doublage)
- 1971 : Le Convoi sauvage : Fogarty (Percy Herbert)
- 1971 : Quatre Mouches de velours gris : le concierge (Corrado Olmi)
- 1972 : La Poursuite sauvage : William « Bill » P. Hoop (Ernest Borgnine)
- 1972 : Abattoir 5 : Edgar Derby (Eugene Roche) et Wild Bob Cody (Roberts Blossom)
- 1973 : L'Arnaque : Duke « Douky » Boudreau (Jack Collins)
- 1973 : Serpico : McCoy[Qui ?]
- 1974 : Le Parrain 2 : Frankie Pentangeli (Michael V. Gazzo) (1er doublage)
- 1974 : Tremblement de terre : chef policier LA (John S. Ragin)
- 1974 : Les Pirates du métro : Caz Dolowicz (Tom Pedi)
- 1974 : Foxy Brown : Link Brown (Antonio Fargas)
- 1974 : Contre une poignée de diamants : l'officier préposé aux écoutes téléphoniques[Qui ?]
- 1975 : La Sanction : Drago (Thayer David)
- 1975 : Capone : Big Jim Colosimo (Frank Campanella)
- 1975 : La Toile d'araignée : Kilbourne (Murray Hamilton)
- 1975 : Les Aventuriers du Lucky Lady : Dolph (Val Avery)
- 1975 : Inserts : Big Mac (Bob Hoskins)
- 1976 : Rocky : Buddy (Joe Sorbello)
- 1976 : Marathon Man : le gardien de la banque (William Martel)
- 1976 : L'Ombre d'un tueur : le brigadier Cannavale (Giacomo Furia)
- 1976 : Trinita, connais pas : Lucky (Dominic Barto)
- 1976 : Transamerica Express : Bob Sweet / agent Stevens (Ned Beatty)
- 1977 : La Fièvre du samedi soir : le client du magasin (Robert Costanzo) (1er doublage)
- 1977 : Drôle de séducteur : le réalisateur (Ronny Graham)
- 1977 : Le Convoi de la peur : Murray (Henry Diamond)
- 1978 : Le Chat qui vient de l'espace : le juge (Sorrell Booke)
- 1978 : Le Souffle de la tempête : Dodger (Richard Farnsworth)
- 1978 : Drôle d'embrouille : le directeur du théâtre (Chuck McCann)
- 1979 : Voyage au bout de l'enfer : John Welch (George Dzundza)
- 1979 : Le Tambour : le 1er clown (Emil Feist)
- 1979 : Le Shérif et les Extra-terrestres : le client du barbier (Franco Vanorio)
- 1979 : Tueurs de flics : un policier (Richard Herd)
- 1979 : Brigade des anges : le vendeur de camionnettes (Pat Buttram) et le trafiquant sur la plage (Code Palance)
- 1979 : L'Infirmière de nuit : l'oncle Savario / l'usurpateur Alfred (Mario Carotenuto)
- 1980 : La Porte du paradis : Fred (Geoffrey Lewis)
- 1980 : Le miroir se brisa : inspecteur Gates (Nigel Stock)
- 1981 : Bandits, bandits : Benson (Jerold Wells)
- 1981 : Le Policeman : Dugan (Sully Boyar)
- 1981 : Deux filles au tapis : Eddie Cisco (Burt Young)
- 1982 : Officier et Gentleman : Byron Mayo (Robert Loggia)
- 1982 : Frances : Ernest Farmer (Bart Burns)
- 1983 : Psychose 2 : Ralph Statler (Robert Alan Browne)
- 1983 : Le Justicier de minuit : le capitaine Malone (Wilford Brimley)
- 1983 : Brainstorm : James Zimbach (Bill Morey)
- 1983 : Hysterical : Ralph (Robert Donner)
- 1984 : Splash : Dr Ross (Richard B. Schull)
- 1984 : L'Histoire sans fin : Karl Konrad Koreander, le libraire (Thomas Hill)
- 1984 : Au cœur de l'enfer : Dr Weymuth (Hugh Gillin)
- 1984 : La Machination : Morgens (Art Carney)
- 1985 : Silverado : Dawson (James Gammon)
- 1985 : Cannonball 2 : un officier patrouilleur (Tim Conway)
- 1985 : Fool for Love : le vieil homme (Harry Dean Stanton)
- 1985 : Les Aventuriers de la 4e dimension : Lew Harlan (Barry Corbin)
- 1986 : Sans issue : Iron John (Keenan Wynn)
- 1986 : Les Coulisses du pouvoir : Charles Whiting (Ed Van Nuys)
- 1987 : Génération perdue : Grand-père Emerson (Barnard Hughes)
- 1987 : Arizona Junior : le collègue de H.I. à la machine (M. Emmet Walsh)
- 1988 : Maniac Cop : l'avocat de Jack Forrest (John F. Gott)
- 1989 : L'Amour est une grande aventure : Barney le barman (Vincent Gardenia)
- 1991 : Lucky Luke : Joe Dalton (Ron Carey)
- 1992 : Monsieur le député : Zeke Bridges (Noble Willingham)
- 1992 : 1492 : Christophe Colomb : frère Buyl (John Hefferman)
- 1992 : Cœur de tonnerre : voix de Mister Magoo à la télé
- 1993 : Un jour sans fin : Buster Green (Brian Doyle-Murray)
- 1993 : La Part des ténèbres : Digger Holt (Royal Dano)
- 1994 : Absolom 2022 : Killian (Don Henderson)
- 1996 : Larry Flynt : le père de Larry (John Fergus Ryan)
- 1996 : La Chasse aux sorcières : Giles Corey (Peter Vaughan)
- 1997 : Boogie Nights de Paul Thomas Anderson : Floyd Gondolli (Philip Baker Hall)
- 1999 : Sleepy Hollow La Légende du cavalier sans tête : le notaire Hardenbrook (Michael Gough)
- 1999 : Titus : Aemelius (Constantine Gregory (en))
- 2001 : Le Seigneur des anneaux : La Communauté de l'anneau : le portier de Bree (Martyn Sanderson)
- 2003 : Traqué : Zander (Lonny Chapman)
- 2003 : Crimes contre l'humanité : père Leo (John Boswall)
- 2003 : Détour mortel : vieil homme (Wayne Robson)

### Films d'animation
- 1941[7] : Dumbo : Monsieur Loyal
- 1964 : Les Aventures de Yogi le nounours : Yogi
- 1969 : C'est pas drôle d'être un oiseau : L'oiseau narrateur
- 1970 : Les Aristochats : Napoléon[8].
- 1972 : Fritz le chat : un ouvrier
- 1976 : La flûte à six schtroumpfs : le seigneur de la Mortaille
- 1977 : Mathieu L'Astucieux : le garde principal
- 2000 : Le Gâteau magique : Oncle Persépoil

### Télévision

#### Téléfilms
- 1975 : La Nuit qui terrifia l'Amérique : Jess Wingate (Michael Constantine)
- 1980 : Les Diamants de l'oubli : le lieutenant Galbraith (Ted Gehring)
- 1986 : L'Affaire Protheroe : le Dr Haydock (Michael Browning)
- 1992 : La Vengeance de la tribu : le sergent Sam Webster (John Dennis Johnston)

#### Séries télévisées
- Victor French dans :
  - La Petite Maison dans la prairie : M. Edwards
  - Les Routes du paradis : Mark Gordon (2e voix)
- 1957-1959 : Zorro : caporal Reyes (Don Diamond)
- 1966-1968 : Batman : le roi Tut (Victor Buono) / maître Chrono (Walter Slezak) / Le Pingouin (Burgess Meredith) (3e voix)
- 1975 : Columbo : Purser Preston Watkins (Bernard Fox) (épisode Eaux troubles)
- 1975 : L'Homme invisible (épisode L’Aveugle)
- 1977-1985 : Le Renard : le commissaire Erwin Köster (Siegfried Lowitz)
- Inspecteur Derrick : 
  - Le chef de gare (Friedrich Georg Beckhaus (de)) (ép. 1 : Le chemin à travers bois)
  - M. Gerdes (Siegfried Wischnewski (de)) (ép. 57 : La poupée)
  - Oswald Demmer (Heinz Moog) (ép. 63 : L'envie)
  - Arno Munch (Siegfried Wischnewski (de)) (ép. 68 : Une très vieille chanson)
  - Jakob Wilhelmi (Friedrich G. Beckhaus (de)) (ép. 70 : Le prix de la mort)
  - Mahler (Hans Caninenberg (de)) (ép. 89 : L'heure du crime)
  - Obermann (Hannes Messemer) (ép. 105 : Paix intérieure)
  - Gantner (Rolf Castell) (ép. 108 : Un homme en trop)
  - Commissaire Wobeck (Gert Günther Hoffmann (de)) (ép. 110 : Un plan diabolique)
  - Alois Bracht (Dirk Dautzenberg (de)) (ép. 116 : Mort pour rien)
  - Schuler (Friedrich G. Beckhaus (de)) (ép. 137 : Une triste fin)
  - Le docteur en psychiatrie (Holger Hagen (de)) (ép. 140 : Carmen)
  - Adi Kessler (Heini Göbel (de)) (ép. 146 : Le rôle de sa vie)
  - Mertens (Horst Bollmann) (ép. 151 : Folie)
  - Rudolf Beermann (Hans Caninenberg (de)) (ép. 161 : De beaux jours
- 1984 : Sherlock Holmes (série télévisée) : Jonas Oldacre (Jonathan Adams) (ép. L'Entrepreneur de Norwood)
- 1989-1992 : L'Équipée du Poney Express : Aloysius « Teaspoon » Hunter (Anthony Zerbe)

#### Séries animées
- 1959 : Les Aventures de Tintin, d'après Hergé : Maxime Loiseau
- 1976 : Goldorak : Le docteur de Vénusia (épisode Vaincre ou périr)
- 1984 : Sherlock Holmes : Watson (2e voix)
- 1985-1990 : Les Gummi : Gruffi (1re voix)
- 1989 : Super Mario Bros. : Mario
- 1992-1994 : La Petite Sirène : Homard Boulevard